# Aí Vem os Cadetes
Aí Vem os Cadetes é um filme brasileiro do gênero comédia de 1959, dirigido e produzido por Luiz de Barros com base em um roteiro escrito por Van Jafa. Foi o primeiro filme colorido da carreira de Barros, que até aquele momento só havia produzido filmes em preto e branco. O estúdio que produziu o longa foi a Amplavisão, com a distribuição ficando a cargo da Condor Filmes. Seu lançamento ocorreu em 4 de setembro de 1959, em São Paulo. No elenco principal estavam Adriano Reys, Agildo Ribeiro e Lilian Fernandes.

## Sinopse
A história gira em torno da vida interna na Academia Militar de Agulhas Negras, com um cadete vivendo momentos marcantes do tempo de escola.

## Elenco
- Adriano Reys como Cadete
- Agildo Ribeiro como Militar
- Lilian Fernandes
- Sônia de Morais
- Carlos Aquino
- Esther Mellinger
- Alberto Orico
- Odilon Azevedo
- Cora Costa
- Jô Soares como Nelson
- Alberto Torres
- Carlos Alberto
- Diego Christiano
- Hélio Duda

## Prêmios e indicações
Aí Vem os Cadetes foi premiado com quatro prêmios em dois festivais diferentes, sendo eles no Festival de Cinema do Distrito Federal e no de Curitiba, com o ator Adriano Reys recebendo uma menção honrosa no primeiro.
| Ano  | Cerimônia                              | Categoria            | Indicado          | Resultado |
| ---- | -------------------------------------- | -------------------- | ----------------- | --------- |
| 1959 | Festival de Cinema do Distrito Federal | Melhor Filme         | Aí Vem os Cadetes | Venceu    |
| 1959 | Festival de Cinema do Distrito Federal | Melhor Direção       | Luiz de Barros    | Indicado  |
| 1959 | Festival de Cinema do Distrito Federal | Melhor Roteiro       | Van Jafa          | Indicado  |
| 1959 | Festival de Cinema do Distrito Federal | Melhor Fotografia    | Primo Carbonari   | Venceu    |
| 1959 | Festival de Cinema do Distrito Federal | Melhor Ator          | Agildo Ribeiro    | Venceu    |
| 1959 | Festival de Cinema do Distrito Federal | Melhor Trilha Sonora | Lírio Panicali    | Indicado  |
| 1959 | Festival de Cinema de Curitiba         | Melhor Ator          | Adriano Reys      | Venceu    |